# François Lapinta
François Lapinta, né le 27 novembre 1961 à Marseille, est un footballeur français.

## Biographie
François Lapinta est formé à l'Olympique de Marseille avec lequel il remporte la Coupe Gambardella 1978-1979. Il débute en première division lors de la saison 1978-1979 et connaît la relégation en seconde division l'année suivante. Il reste à l'OM jusqu'en 1982.
Il joue ensuite en deuxième division au Gazélec Ajaccio en 1982, puis au  CS Louhans-Cuiseaux de 1985 à 1987. Il évolue ensuite en troisième division au SC Orange, et en quatrième division à l'AS aixoise. 
Il joue en tout 30 matches en division professionnelle (D1 et D2).

## Palmarès
Olympique de Marseille
- Coupe Gambardella (1) :
  - Vainqueur: 1978-79.